# 短齿韭
短齿韭（学名：Allium dentigerum）是葱科葱属的植物，是中国的特有植物。分布于中国大陆的甘肃、陕西等地，生长于海拔1,500米至2,500米的地区，多生在山坡草地，目前已由人工引种栽培。